# ريحان أباد (مقاطعة فارياب)
ريحان أباد (بالفارسية: موتور مشاع یک ریحان‌آباد) هي مستوطنة تقع في كرمان في إيران. يقدر عدد سكانها بـ 342 نسمة بحسب إحصاء 2016.